# 4식 경전차

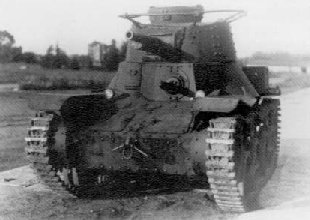

4식 경전차(Type 4 Ke-Nu light tank, 四式軽戦車 ケヌ)는 제2차 세계 대전 당시 사용된 일본 제국 육군의 경전차이다. 97식 중전차 치하의 더 큰 포탑에 맞춰지는 등 기존 95식 경전차를 개량하였다.
4식 경전차 케누는 95식 경전차의 한 종류이다.

## 참고 자료
- Hara, Tomio (1973). 《Japanese Combat Cars, Light Tanks, and Tankettes》. AFV Weapons Profile No. 54. Profile Publications Limited.
- Zaloga, Steven J. (2007). 《Japanese Tanks 1939–45》. Osprey. ISBN 978-1-8460-3091-8.